# Saint-Rirand
Saint-Rirand település Franciaországban, Loire megyében. Lakosainak száma 130 fő (2022. január 1.). Saint-Rirand Saint-Nicolas-des-Biefs, Ambierle, Les Noës, Renaison, Saint-Bonnet-des-Quarts és Saint-Haon-le-Vieux községekkel határos.

## Népesség
A település népessége az elmúlt években az alábbi módon változott:
| Lakosok száma | 180  | 134  | 124  | 141  | 148  | 145  | 140  | 134  | 132  | 130  |
|               | 1968 | 1982 | 1990 | 2006 | 2013 | 2015 | 2017 | 2019 | 2020 | 2022 |